# Tony Kanku Shiku
Pour les articles homonymes, voir Kanku.
 (février 2024).
Tony Kanku Shiku est un homme politique de la République démocratique du Congo (RDC). Il est membre de la famille de Félix Tshisekedi.

## Biographie

### Enfance, éducation et débuts
Tony Kanku Shiku est un cousin des Tshisekedi. Il est réputé proche de la famille du Président Uhuru Kenyatta.

### Carrière
Tony Kanku Shiku est leader d'un mouvement politique Alliance des Acteurs Attachés au Peuple (AAAP),,,. Son mouvement politique soutient Félix Tshisekedi à l'élection présidentielle dans le cadre de l'USM,,,,,,,,. Il a été plusieurs fois le représentant à l'étranger du président de la RDC.